# Martin Ručínský
Martin Ručínský  (né le 11 mars 1971 à Most en Tchécoslovaquie) est un joueur professionnel de hockey sur glace évoluant à la position d'ailier gauche.

## Carrière
Recruté au 20e rang par les Oilers d'Edmonton lors du repêchage de 1991 de la Ligue nationale de hockey, Ručínský rejoint dès lors l'Amérique et le club affilié aux Oilers dans la Ligue américaine de hockey, les Oilers du Cap-Breton. Il fait ses débuts dans la LNH au cours de cette même saison disputant deux rencontres avec Edmonton avant de se voir être échangé aux Nordiques de Québec. C'est avec ces derniers qu'il obtient un poste permanent dans la LNH en 1992-1993.
Après avoir suivi les Nordiques lorsque ceux-ci sont transférés et deviennent l'Avalanche du Colorado, Ručínský est impliqué dans la plus importante transaction de la jeune histoire de la franchise lorsque ceux-ci l'envoi aux Canadiens de Montréal avec Andreï Kovalenko et Jocelyn Thibault en retour notamment de Patrick Roy.
Ručínský reste avec Montréal jusqu'en 2001-2002, disputant cette saison entre les Canadiens, les Stars de Dallas et les Rangers de New York. Devenu joueur autonome à l'été suivant, il rejoint les Blues de Saint-Louis avec lesquels il ne reste que pour une saison, retournant par ensuite avec les Rangers. Après avoir disputé la saison 2004-2005 avec le HC Chemopetrol Litvínov de la Extraliga, il revient à la LNH pour trois autres saisons avant de rejoindre le HC Sparta Prague à l'été 2008. En juillet 2015, il annonce mettre un terme à sa carrière.
Au niveau international, il représente l'équipe de République tchèque à plusieurs occasions ; il participe à trois Jeux olympiques où il y remporte une médaille d'Or, puis il participe à cinq championnats du monde en plus de s'aligner pour une coupe du monde. Il représente également la Tchécoslovaquie lors du championnat du monde junior de 1991 ainsi qu'à la Coupe Canada de 1991.

## Statistiques
| Saison                              | Équipe                              | Ligue                               |     | Saison régulière | Saison régulière | Saison régulière | Saison régulière | Saison régulière |    | Séries éliminatoires | Séries éliminatoires | Séries éliminatoires | Séries éliminatoires | Séries éliminatoires |
| Saison                              | Équipe                              | Ligue                               | PJ  | B                | A                | Pts              | Pun              | PJ               | B  | A                    | Pts                  | Pun                  |                      |                      |
| 1988-1989                           | HC Chemopetrol Litvínov             | Tchécoslovaquie                     | 3   | 1                | 0                | 1                | 2                | -                | -  | -                    | -                    | -                    |                      |                      |
| 1989-1990                           | HC Chemopetrol Litvínov             | Tchécoslovaquie                     | 39  | 12               | 6                | 18               | -                | 8                | 5  | 3                    | 8                    | -                    |                      |                      |
| 1990-1991                           | HC Chemopetrol Litvínov             | Tchécoslovaquie                     | 49  | 23               | 18               | 41               | 69               | 7                | 1  | 3                    | 4                    | 10                   |                      |                      |
| 1991-1992                           | Oilers d'Edmonton                   | LNH                                 | 2   | 0                | 0                | 0                | 0                | -                | -  | -                    | -                    | -                    |                      |                      |
| 1991-1992                           | Oilers du Cap-Breton                | LAH                                 | 35  | 11               | 12               | 23               | 34               | -                | -  | -                    | -                    | -                    |                      |                      |
| 1991-1992                           | Nordiques de Québec                 | LNH                                 | 4   | 1                | 1                | 2                | 2                | -                | -  | -                    | -                    | -                    |                      |                      |
| 1991-1992                           | Citadels d'Halifax                  | LAH                                 | 7   | 1                | 1                | 2                | 6                | -                | -  | -                    | -                    | -                    |                      |                      |
| 1992-1993                           | Nordiques de Québec                 | LNH                                 | 77  | 18               | 30               | 48               | 51               | 6                | 1  | 1                    | 2                    | 4                    |                      |                      |
| 1993-1994                           | Nordiques de Québec                 | LNH                                 | 60  | 9                | 23               | 32               | 58               | -                | -  | -                    | -                    | -                    |                      |                      |
| 1994-1995                           | HC Chemopetrol Litvínov             | Extraliga                           | 13  | 12               | 10               | 22               | 54               | -                | -  | -                    | -                    | -                    |                      |                      |
| 1994-1995                           | Nordiques de Québec                 | LNH                                 | 20  | 3                | 6                | 9                | 14               | -                | -  | -                    | -                    | -                    |                      |                      |
| 1995-1996                           | HC Vsetín                           | Extraliga                           | 1   | 1                | 1                | 2                | 0                | -                | -  | -                    | -                    | -                    |                      |                      |
| 1995-1996                           | Avalanche du Colorado               | LNH                                 | 22  | 4                | 11               | 15               | 14               | -                | -  | -                    | -                    | -                    |                      |                      |
| 1995-1996                           | Canadiens de Montréal               | LNH                                 | 56  | 25               | 35               | 60               | 54               | -                | -  | -                    | -                    | -                    |                      |                      |
| 1996-1997                           | Canadiens de Montréal               | LNH                                 | 70  | 28               | 27               | 55               | 62               | 5                | 0  | 0                    | 0                    | 4                    |                      |                      |
| 1997-1998                           | Canadiens de Montréal               | LNH                                 | 78  | 21               | 32               | 53               | 84               | 10               | 3  | 0                    | 3                    | 4                    |                      |                      |
| 1998-1999                           | HC Chemopetrol Litvínov             | Extraliga                           | 3   | 2                | 2                | 4                | 0                | -                | -  | -                    | -                    | -                    |                      |                      |
| 1998-1999                           | Canadiens de Montréal               | LNH                                 | 73  | 17               | 17               | 34               | 50               | -                | -  | -                    | -                    | -                    |                      |                      |
| 1999-2000                           | Canadiens de Montréal               | LNH                                 | 80  | 25               | 24               | 49               | 70               | -                | -  | -                    | -                    | -                    |                      |                      |
| 2000-2001                           | Canadiens de Montréal               | LNH                                 | 57  | 16               | 22               | 38               | 66               | -                | -  | -                    | -                    | -                    |                      |                      |
| 2001-2002                           | Canadiens de Montréal               | LNH                                 | 18  | 2                | 6                | 8                | 12               | -                | -  | -                    | -                    | -                    |                      |                      |
| 2001-2002                           | Stars de Dallas                     | LNH                                 | 42  | 6                | 11               | 17               | 24               | -                | -  | -                    | -                    | -                    |                      |                      |
| 2001-2002                           | Rangers de New York                 | LNH                                 | 15  | 3                | 10               | 13               | 6                | -                | -  | -                    | -                    | -                    |                      |                      |
| 2002-2003                           | HC Chemopetrol Litvínov             | Extraliga                           | 2   | 1                | 0                | 1                | 2                | -                | -  | -                    | -                    | -                    |                      |                      |
| 2002-2003                           | Blues de Saint-Louis                | LNH                                 | 61  | 16               | 14               | 30               | 38               | 7                | 4  | 2                    | 6                    | 4                    |                      |                      |
| 2003-2004                           | Rangers de New York                 | LNH                                 | 69  | 13               | 29               | 42               | 62               | -                | -  | -                    | -                    | -                    |                      |                      |
| 2003-2004                           | Canucks de Vancouver                | LNH                                 | 13  | 1                | 2                | 3                | 10               | 7                | 1  | 1                    | 2                    | 6                    |                      |                      |
| 2004-2005                           | HC Chemopetrol Litvínov             | Extraliga                           | 38  | 15               | 26               | 41               | 87               | -                | -  | -                    | -                    | -                    |                      |                      |
| 2005-2006                           | Rangers de New York                 | LNH                                 | 52  | 16               | 39               | 55               | 56               | 2                | 0  | 1                    | 1                    | 2                    |                      |                      |
| 2006-2007                           | Blues de Saint-Louis                | LNH                                 | 52  | 12               | 21               | 33               | 48               | -                | -  | -                    | -                    | -                    |                      |                      |
| 2007-2008                           | Blues de Saint-Louis                | LNH                                 | 40  | 5                | 11               | 16               | 40               | -                | -  | -                    | -                    | -                    |                      |                      |
| 2008-2009                           | HC Sparta Prague                    | Extraliga                           | 19  | 5                | 4                | 9                | 26               | -                | -  | -                    | -                    | -                    |                      |                      |
| 2009-2010                           | HC Sparta Prague                    | Extraliga                           | 52  | 12               | 10               | 22               | 82               | 7                | 2  | 3                    | 5                    | 8                    |                      |                      |
| 2010-2011                           | HC Sparta Prague                    | Extraliga                           | 9   | 0                | 2                | 2                | 6                | -                | -  | -                    | -                    | -                    |                      |                      |
| 2010-2011                           | HC Litvínov                         | Extraliga                           | 23  | 9                | 11               | 20               | 36               | -                | -  | -                    | -                    | -                    |                      |                      |
| 2011-2012                           | HC Litvínov                         | Extraliga                           | 45  | 16               | 9                | 25               | 94               | 11               | 1  | 3                    | 4                    | 14                   |                      |                      |
| 2012-2013                           | HC Litvínov                         | Extraliga                           | 33  | 13               | 14               | 27               | 42               | 7                | 1  | 3                    | 4                    | 12                   |                      |                      |
| 2013-2014                           | HC Litvínov                         | Extraliga                           | 45  | 12               | 15               | 27               | 44               | 2                | 0  | 2                    | 2                    | 2                    |                      |                      |
| 2014-2015                           | HC Litvínov                         | Extraliga                           | 51  | 19               | 35               | 54               | 64               | 17               | 3  | 8                    | 11                   | 10                   |                      |                      |
| Totaux LNH                          | Totaux LNH                          | Totaux LNH                          | 961 | 241              | 371              | 612              | 821              | 37               | 9  | 5                    | 14                   | 24                   |                      |                      |
| Totaux Extraliga et Tchécoslovaquie | Totaux Extraliga et Tchécoslovaquie | Totaux Extraliga et Tchécoslovaquie | 425 | 153              | 163              | 316              | 608              | 59               | 13 | 25                   | 38                   | 66                   |                      |                      |

### Statistiques en équipe nationale
| Année | Équipe          | Compétition                 |    | PJ | B | A  | Pts | Pun                |  | Résultats |
| 1991  | Tchécoslovaquie | Championnat du monde junior | 7  | 9  | 5 | 14 | 2   | Médaille de bronze |  |           |
| 1991  | Tchécoslovaquie | Coupe Canada                | 4  | 0  | 2 | 2  | 4   |                    |  |           |
| 1994  | Tchéquie        | Championnat du monde        | 6  | 2  | 2 | 4  | 8   | 7e place           |  |           |
| 1996  | Tchéquie        | Coupe du monde              | 3  | 0  | 0 | 0  | 2   |                    |  |           |
| 1998  | Tchéquie        | Jeux olympiques             | 6  | 3  | 1 | 4  | 4   | Médaille d'or      |  |           |
| 1999  | Tchéquie        | Championnat du monde        | 12 | 4  | 6 | 10 | 16  | Médaille d'or      |  |           |
| 2001  | Tchéquie        | Championnat du monde        | 9  | 2  | 4 | 6  | 30  | Médaille d'or      |  |           |
| 2002  | Tchéquie        | Jeux olympiques             | 4  | 0  | 3 | 3  | 2   | 7e place           |  |           |
| 2004  | Tchéquie        | Championnat du monde        | 7  | 4  | 5 | 9  | 6   | 5e place           |  |           |
| 2004  | Tchéquie        | Coupe du monde              | 4  | 1  | 1 | 2  | 10  |                    |  |           |
| 2005  | Tchéquie        | Championnat du monde        | 9  | 2  | 4 | 6  | 22  | Médaille d'or      |  |           |
| 2006  | Tchéquie        | Jeux olympiques             | 8  | 1  | 3 | 4  | 0   | Médaille de bronze |  |           |

## Honneurs et trophées
- Championnat du monde junior
  - Nommé dans l'équipe d'étoiles du tournoi en 1991.
- Championnat du monde
  - Nommé dans l'équipe d'étoiles du tournoi en 1999.
- Ligue nationale de hockey
  - Invité au Match des étoiles en 2000.

## Transactions en carrière
- Repêchage 1991 : Réclamé par les Oilers d'Edmonton (1er choix de l'équipe, 20e au total).
- 10 mars 1992 : échangé par les Oilers aux Nordiques de Québec en retour de Ron Tugnutt et de Brad Zavisha.
- 21 juin 1995 : transféré à l'Avalanche du Colorado lors de la relocalisation des Nordiques.
- 6 décembre 1995 : échangé par l'Avalanche avec Andreï Kovalenko et Jocelyn Thibault aux Canadiens de Montréal en retour de Patrick Roy et de Mike Keane.
- 21 novembre 2001 : échangé par les Canadiens avec Benoît Brunet aux Stars de Dallas en retour de Donald Audette et de Shaun Van Allen.
- 12 mars 2002 : échangé par les Stars avec Roman Liachenko aux Rangers de New York en retour de Manny Malhotra et Barrett Heisten.
- 30 octobre 2002 : signe à itre d'agent libre avec les Blues de Saint-Louis.
- 28 août 2003 : signe à titre d'agent libre avec les Rangers de New York.
- 9 mars 2004 : échangé par les Rangers aux Canucks de Vancouver en retour de R. J. Umberger et Martin Grenier.
- 20 août 2004 : signe à titre d'agent libre avec le HC Chemopetrol Litvínov.
- 3 août 2005 : signe à titre d'agent libre avec les Rangers de New York.
- 2 août 2006 : signe à itre d'agent libre avec les Blues de Saint-Louis.
- 23 juillet 2008 : signe à titre d'agent libre avec le HC Sparta Prague.